# جامعة كولورادو ساوث دنفر

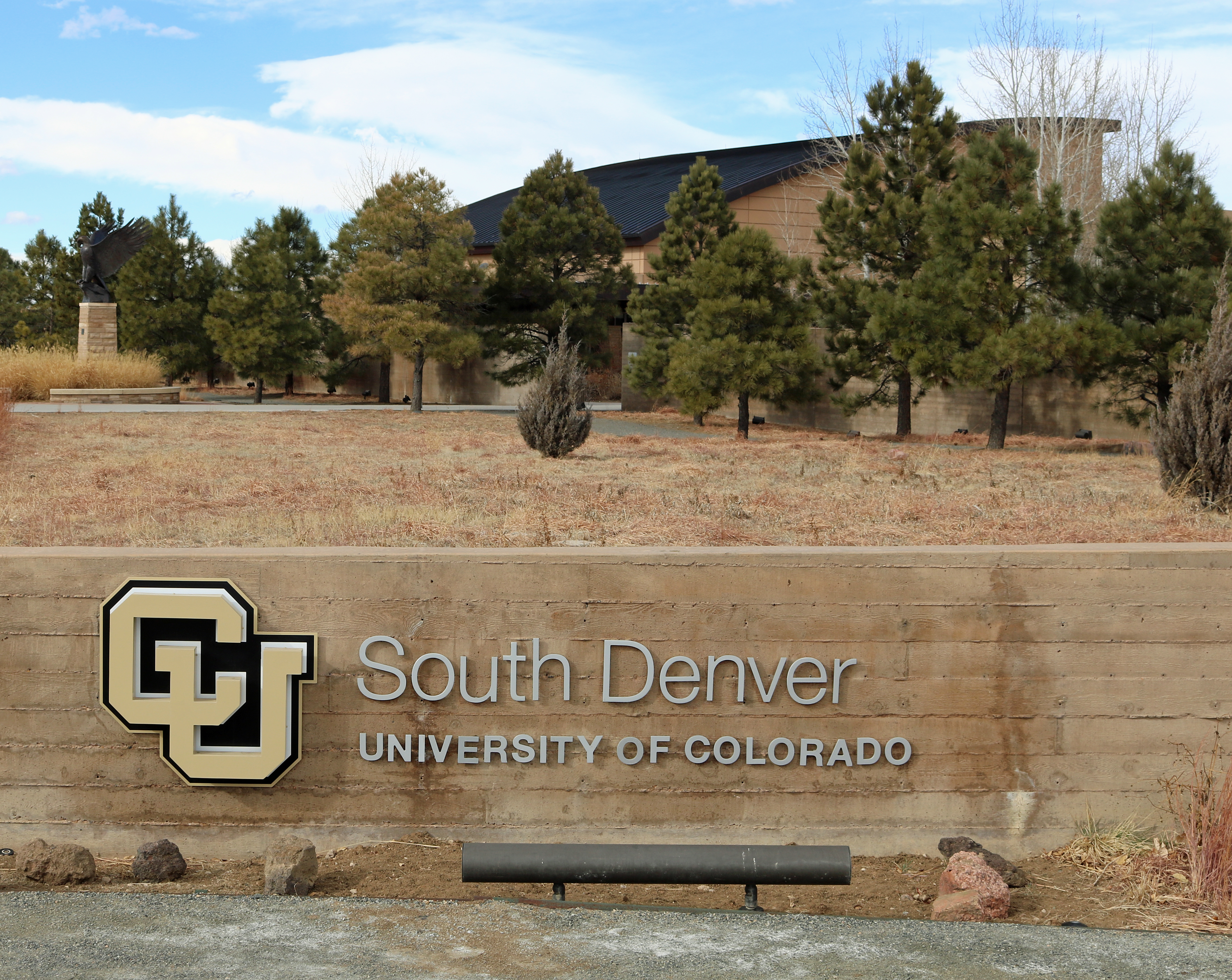
علامة جامعة كولورادو ساوث دنفر في الجزء الخلفي من الحرم الجامعي.

جامعة كولورادو ساوث دنفر (بالإنجليزية: University of Colorado South Denver)‏ والمعروفة أيضًا باسم (بالإنجليزية: CU South Denver)‏، هي جامعة عامة تقع في لون تري في كولورادو على بعد حوالي 10 ميل (16 كـم) جنوب دنفر. تم افتتاحها في عام 2014 كامتداد لجامعة كولورادو، وتقع في ملكية تجربة الحياة البرية، والتي أصبحت الآن جزءًا من الجامعة. يتم تقديم الفصول للطلاب الباحثين عن الدرجات العلمية والتعليم المستمر وتشمل دورات في التمريض والهندسة والتعليم والأعمال.
في سبتمبر 2020 نظرًا لتغير ظروف السوق وجائحة فيروس كورونا، أُعلن أن الجامعة ستتوقف عن قبول طلاب جدد وستغلق تمامًا في عام 2021 مع بيع العقار.

## تجربة الحياة البرية
يستخدم متحف الحياة البرية كجزء من الجامعة ويتضمن متحفًا للفن والتاريخ الطبيعي ومسرحًا سينمائيًا بشاشة كبيرة. يقدم المتحف برامج تعليمية للمجتمع.

### تاريخ
يضم متحف الحياة البرية مجموعة واسعة من معروضات التاريخ الطبيعي واللوحات والنحت والتصوير الفوتوغرافي والأفلام كبيرة الحجم. المعارض الدورية مكرسة لجهود الحفاظ على الحياة البرية وتقدم مجموعة واسعة من مواضيع الحياة البرية ومواضيع وخبرات التعلم.
اعتبارًا من يناير 2015 تم التبرع بمتحف الحياة البرية لجامعة كولورادو. بدأ التعاون بين جامعة كولورادو ومتحف الحياة البرية في أبريل 2014 بمساحة 11000 قدم مربع من متحف التاريخ الطبيعي ومعرض الفنون المقرر تجديدهما. منذ ذلك الحين، تم تحويل مساحة معرض الطابق العلوي إلى فصلين دراسيين، ومختبر كمبيوتر ومركز موارد للطلاب وأعضاء هيئة التدريس. تم تحويل مساحة التخزين الواسعة في المستوى الأدنى إلى معمل محاكاة تمريض حديث.
الحرم الجامعي الآن تحت سيطرة جامعة كولورادو والمعروفة باسم جامعة كولورادو ساوث دنفر.

## مسرح الشاشة المتطرفة
يتميز الحرم الجامعي 2,700 قدم مربع (250 م2) بشاشة من تصميم شركة يورك إنترتاينمنت (بالإنجليزية: Iwerks Entertainment)‏. الشاشة مكونة من "مادة عاكسة خاصة"، ومضمنة في كرسي متحرك، ومسرح يتسع لـ 315 مقعدًا.

## روابط خارجية
- الموقع الرسمي
- جامعة كولورادو ساوث دنفر على Facebook